# Thaumastoptera hynesi
Thaumastoptera hynesi là một loài ruồi trong họ Limoniidae. Chúng phân bố ở miền Tân bắc.